# Pisonia umbellifera
Espèce
Classification phylogénétique
Pisonia umbellifera est un arbre ou arbuste du genre Pisonia et de la famille des Nyctaginaceae.

## Description
Pisonia umbellifera mesure jusqu’à environ 10 m de hauteur, bien qu’il existe dans la nature des spécimens atteignant jusqu’à 20 m.
Les feuilles persistantes, sur un pétiole long de 2-4 cm, sont opposées, parfois en groupes de deux à cinq à l’apex des branches, elliptiques ou ovales-lancéolées, longues de 10-35 cm et larges de 4-12 cm, coriaces.
Cette espèce est polygame, avec des inflorescences terminales sont en forme d'ombelles composites, de 5-12 cm de diamètre, portant en même temps des fleurs hermaphrodites et des fleurs unisexuelles, blanches ou rosées, dépourvues de corolle, au calice cylindrique pétaloïde infundibuliforme à 5 lobes, constitué de cinq sépales soudés ensemble, longs d’environ 6 mm, et 7-12 étamines ; les fleurs sont intensément parfumées.
Les fruits sont des akènes oblongs à 5 côtes, de 2-4 cm de longueur et 0,6 cm de diamètre, d’où exsude une substance collante par laquelle ils adhèrent à tout ce avec quoi ils entrent en contact, en particulier les oiseaux, les reptiles et les insectes, qui contribuent ainsi à la dispersion des graines. Cette propension a valu à cet arbre d'être nommé arbre à glu en anglais (birdlime tree).

## Répartition
L’espèce est originaire d’Australie (Nouvelle-Galles du Sud et Queensland), de Chine (Hainan), du Japon (Ogasawara, Kyushu et Okinawa), d’Indonésie, des Philippines, des îles Andaman, des îles du Pacifique, de Madagascar, de Malaisie, de Taiwan, de Thaïlande et du Vietnam, où elle vit dans les forêts de basse et moyenne altitude.

## Culture

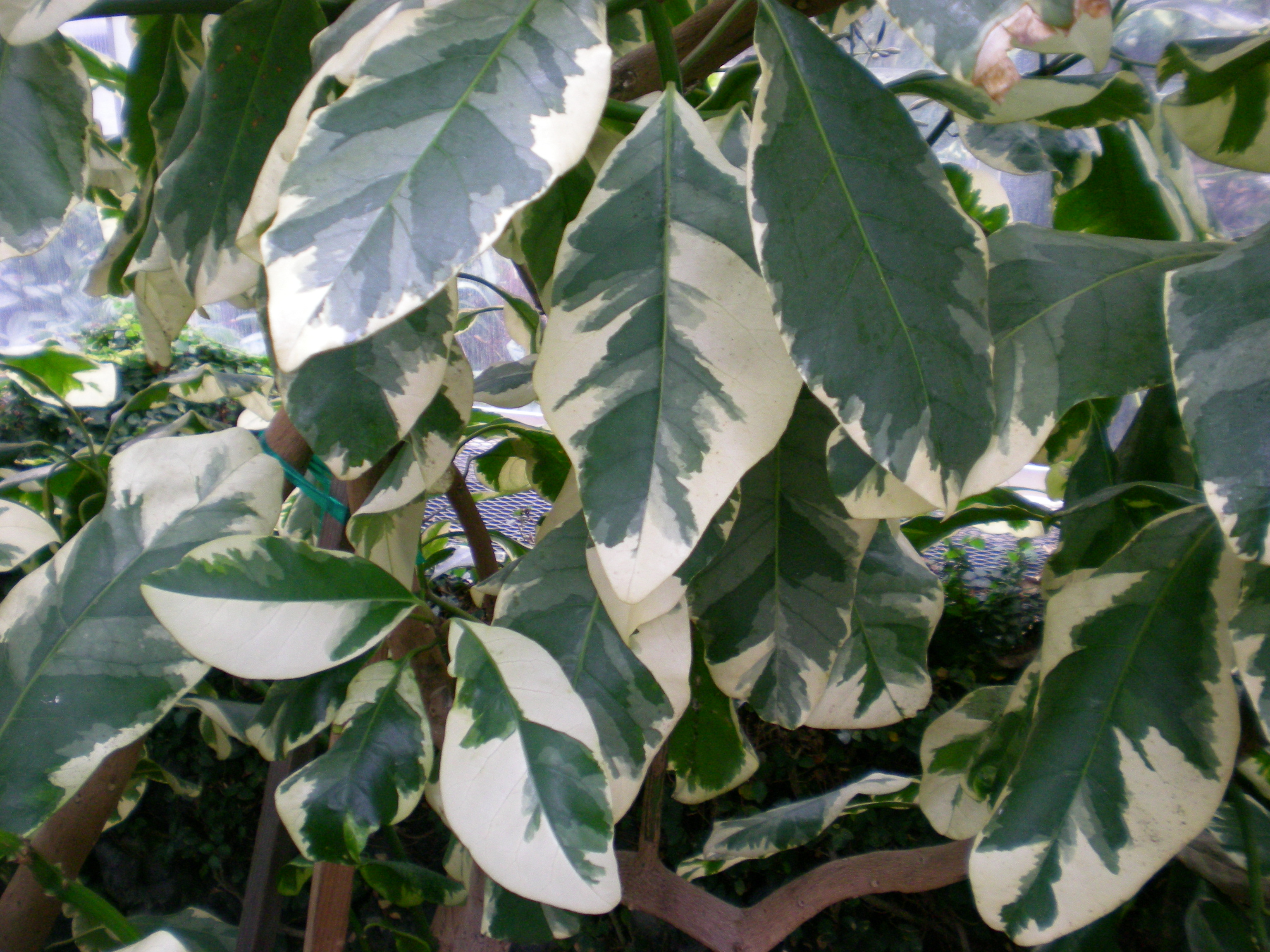
P. umbellifera 'Variegata'

La plante est cultivée à des fins décoratives, à la fois comme plante de jardin et pour la décoration intérieure. La forme panachée, Pisonia umbellifera ‘Variegata’, présente sur les feuilles des marbrures blanches et vertes de différentes tonalités, initialement imprégnées de rose.
Elle peut être cultivée à l’extérieur dans les zones au climat tropical, subtropical et marginalement dans celles au climat tempéré chaud, en plein soleil ou sous un léger ombrage ; la forme panachée nécessite une position semi-ombragée, car en plein soleil la partie blanche du limbe brûle facilement.
Les fruits, rarement produits en pot, en raison de la substance adhésive qui en exsude, sont un élément qui tend à décourager la culture de cette plante dans les jardins, car ils adhèrent aux chaussures, aux vêtements et aux cheveux, et peuvent parfois causer la mort des oiseaux et des petits animaux qui ne peuvent pas s’en débarrasser ; c’est pour cette raison qu’ils ont été utilisés par les populations locales pour capturer des oiseaux.